# Klaus Dieter Braun
Klaus Dieter Braun (* 1940 in Düsseldorf) ist ein deutscher Unternehmer und Gründer der privaten FOM – Hochschule für Oekonomie und Management. Braun bekleidet den Vorsitz des BCW-Stiftungsrates und ist alleiniger Geschäftsführer der BildungsCentrum der Wirtschaft gemeinnützige GmbH.

## Leben
Klaus Dieter Braun begann seine berufliche Laufbahn 1964 als Referent im Deutschen Industrie-Institut und wechselte 1967 zum Essener Unternehmensverband (EUV), wo er 1969 zum Geschäftsführer ernannt wurde. Braun entwickelte in den 1970er Jahren internationale Investitions-Seminare in Nord- und Südamerika, Südafrika, Australien, Japan und Korea mit dem Ziel, mittelständischen Unternehmen zu globalen Aktivitäten zu verhelfen. Von 1995 bis 2005 leitete er den EUV als Hauptgeschäftsführer. 2005 schied er aus dem Tagesgeschäft aus und wechselte in den Vorstand.

### Bildungsinitiativen
Brauns Bildungsinitiativen begannen mit der 1982 von ihm gegründeten gemeinnützigen Bildungseinrichtung BCW (BildungsCentrum der Wirtschaft). Grundlage der heutigen BCW-Gruppe war das bereits 1956 von Wirtschaftsverbänden gegründete kaufmännische Bildungswerk zur Vorbereitung auf die IHK-Prüfung für Auszubildende. Alle Bildungsinitiativen von Braun werden unter der von ihm 1999 gegründeten BCW Stiftung zusammengefasst. Insgesamt sind an von der BCW-Gruppe getragenen Einrichtungen mehr als 60.000 Studierende und Teilnehmende eingeschrieben. In den Einrichtungen der BCW-Gruppe sind mehr als 3000 Beschäftigte aus 27 Nationen tätig.
Von der Stadt Essen übernahm Braun 1982 die Verwaltungs- und Wirtschaftsakademie (VWA), deren Geschäftsführer er ist. In den folgenden Jahren wurde die VWA um 11 Standorte in Deutschland erweitert. Außerdem gründete er 1989 die Hessische Berufsakademie mit verschiedenen Standorten. Braun entwickelte im Jahr 1990 eine Hochschule, die ausschließlich Berufstätigen und Auszubildenden offenstehen sollte, mit dem Ziel, den Bedarf der Wirtschaft, qualifizierten Fach- und Führungsnachwuchs einzustellen, zu erfüllen und gründete 1993 die FOM Fachhochschule für Oekonomie & Management (heute: FOM Hochschule). Seit 2016 wurden alle Akademien nach und nach in die FOM Hochschule integriert.
Die von Braun gegründete Institution für das lebensbegleitende Lernen – BCW Weiterbildung mit Schulungszentren in Duisburg und Essen – zielt auf berufliches Praxistraining, Vorbereitung auf die IHK-Prüfung für Auszubildende und die Aufstiegsfortbildung für Fach- und Führungskräfte in den Bereichen BWL, Personal, Informatik und Buchhaltung ab.
Die von Braun 2011 in Berlin gegründete GoBS gehörte zu den ersten Hochschulen in Deutschland, die die lange geforderte Durchlässigkeit des Bildungssystems – Fortbildungen und Berufserfahrungen ersetzen die sonst übliche Hochschulreife – umsetzte. Die GoBS wurde 2014 ebenfalls Teil der FOM Hochschule.

### Weitere Gründungen
- 1969: Gründung der Führungsseminare der Wirtschaft, Essen
- 1975: Planung/Entwicklung von internationalen Investitionsseminaren für Unternehmen der deutschen Wirtschaft in Zusammenarbeit mit deutschen  Auslandskammern/Verbänden, nationalen Regierungen und deutschen Botschaften in Japan, Australien, Brasilien, Hongkong, Südafrika
- 1975: Initiative und Durchführung von Maßnahmen für Jugendliche ohne schulformbezogenen Abschluss in Kooperation mit dem Wirtschaftsministerium NRW sowie in Zusammenarbeit mit Konzernen, Groß- und mittelständischen Unternehmen
- 1977: Initiator zur Integration von ausscheidenden Zeitoffizieren der Bundeswehr in Kooperation mit dem Verteidigungsministerium und unter Einbeziehung von Unternehmen und Spitzenverbänden der deutschen Wirtschaft
- 1983: Gründung der MA Management Akademie Essen (später: Europäische Management Akademie)
- 1995: Übernahme des BZN Bildungszentrum der Wirtschaft am Niederrhein aus der Trägerschaft der IHK Duisburg[10]
- 1998: A.I.T. Akademie für Informations- und Telekommunikationstechnik, Essen
- 1998: Stiftung BildungsCentrum der Wirtschaft mit Einbeziehung des Essener Unternehmensverbandes
- 2018: Gemeinnützige Fördergesellschaft für Bildung und Wissenschaft[11]

## Ehrenamtliche Tätigkeiten und Mitgliedschaften
- Essener Unternehmensverband, Vorstand[5]
- Ruhrforschungszentrum Düsseldorf, Gründungs- und Vorstandsmitglied
- Veranstaltergemeinschaft Radio Essen, Gründungs- und Vorstandsmitglied
- Radio ECO Essen, Gründungsinitiator
- Landesarbeitsgemeinschaft für Berufsförderlehrgänge, Vorstandsvorsitzender
- Presseausschuss der Landesvereinigung der Arbeitgeberverbände, Düsseldorf
- Kriminalpräventiver Rat in der Stadt Essen
- Verwaltungsausschuss Bundesagentur für Arbeit Essen

## Privates
Klaus Dieter Braun ist verheiratet und hat zwei Töchter, die ebenfalls unternehmerisch tätig sind. Zusammen mit seiner Frau betreibt er einen gemeinnützigen Gnadenhof für in Not geratene Tiere.